# Frankenstein (Renania-Palatinato)
Frankenstein è un comune di 916 abitanti della Renania-Palatinato, in Germania.

Appartiene al circondario (Landkreis) di Kaiserslautern (targa KL) ed è parte della comunità amministrativa (Verbandsgemeinde) di Enkenbach-Alsenborn.